# 天狐 (ゲームブランド)
天狐（てんこ）は、アダルトゲームのブランド。

## 作品一覧
- 英雄*戦姫 - 2012年3月30日発売
- 英雄*戦姫GOLD - 2014年3月28日発売[3]